# Vallorjauratj
Vallorjauratj är en sjö i Sorsele kommun i Lappland och ingår i Umeälvens huvudavrinningsområde. Sjön har en area på 0,0874 kvadratkilometer och ligger 837,6 meter över havet. Vallorjauratj ligger i Vindelfjällen Natura 2000-område. Sjön avvattnas av vattendraget Tjåterbäcken.

## Delavrinningsområde
Vallorjauratj ingår i det delavrinningsområde (729697-152786) som SMHI kallar för Mynnar i Svappanjaure. Medelhöjden är 774 meter över havet och ytan är 28,3 kvadratkilometer. Det finns inga avrinningsområden uppströms utan avrinningsområdet är högsta punkten. Tjåterbäcken som avvattnar avrinningsområdet har biflödesordning 4, vilket innebär att vattnet flödar genom totalt 4 vattendrag innan det når havet efter 345 kilometer. Avrinningsområdet består mestadels av skog (42 procent) och kalfjäll (51 procent). Avrinningsområdet har 0,15 kvadratkilometer vattenytor vilket ger det en sjöprocent på 0,5 procent.